# Лампа Мафусаїла, або Крайня битва чекістів з масонами
«Лампа Мафусаїла, або Крайня битва чекістів з масонами» — чотирнадцятий роман Віктора Пелевіна, який він написав 2016 року і який вийшов 7 вересня того ж року у видавництві «Ексмо».
Головні герої книги — три покоління родини Можайських. Книга складається з чотирьох частин:
1. «Виробнича повість» «Золотий жук».
2. «Космічна драма» «Літак Можайського».
3. «Історичний нарис» «Храмлаг».
4. «Оперативний етюд» «Подвиг Капустіна».

Перший уривок з роману вийшов в газеті «Известия» за 29 серпня 2016 року.

## Сюжет
В інструкції книги говориться: " Як відомо, складне міжнародне становище нашої країни пояснюється гострим конфліктом російського керівництва зі світовим масонством. Але мало кому зрозумілі коріння цього протистояння, його фінансове підґрунтя та окультний зміст. Гібридний роман Ст. Пєлєвіна зриває покрови мовчання з цієї таємниці, принагідно роз'яснюючи у простій і доступній формі головні питання світової політики, економіки, культури та антропогенезу ". Там говориться, що головні герої книги — " три покоління дворянської родини Можайських, що служать Вітчизні в XIX, XX і XXI століттях ". Цими героями відповідно є російський відставний офіцер, який потрапив у табір масонів та російський трейдер.

#### Золотий жук
Історія сучасного російського трейдера із порнографічним ім'ям Кримпай. Він пише аналітичні огляди й у «вати» й у «цивілізації». Після того, як він програє на біржі гроші генерала ФСБ Капустіна, його життя кардинально змінюється. Зі звичайного гея він стає дендрофілом (що відчуває потяг до деревини).

###### Літак Можайського

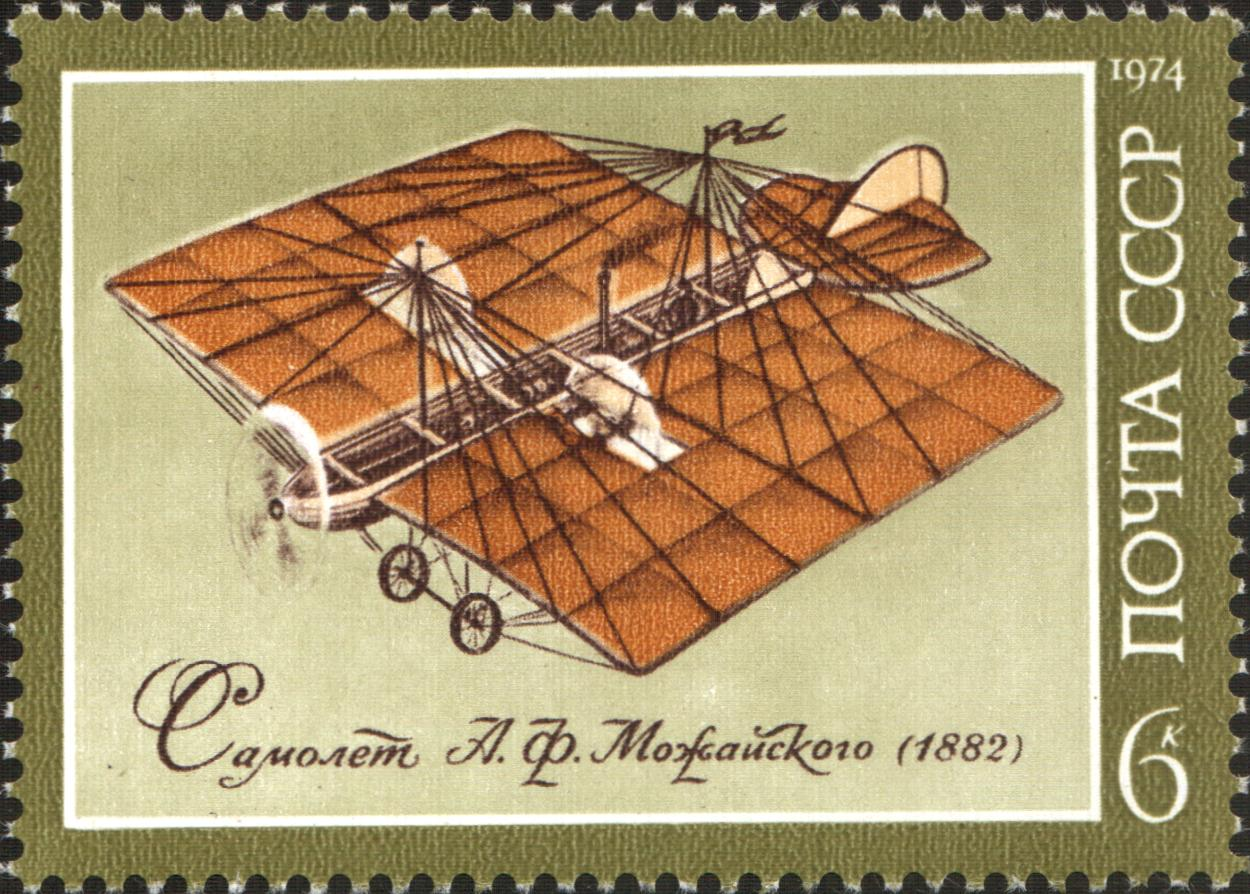
Марка із зображенням літака Можайського, згадана в романі

У XIX століття до садиби до відставного офіцера Можайського прилітають «прошлонавти» на чолі з генералом Капустіним. Вони сподіваються змінити історію світової авіації, створивши перший літак раніше за США. Американці, однак, також вирушають у минуле, щоб їм завадити. Ця частина роману витримана в стилістиці російської прози другої половини ХІХ століття.

###### Храмлаг
Розгорнутий науковий коментар до книги К. П. Голгофського «Новітня історія Російського масонства» (його прототипом є письменник і філософ Д. Є. Галковський). Описується, як Сталін заслав масонів на Нову Землю, де ті в нелюдських умовах збудували Храм Соломона, що уможливлює появу Бога на Землі. У результаті вони здобули надздібності і зародили всю радянську блатну культуру. Ця частина має ознаки табірної прози XX століття.

###### Подвиг Капустіна
Остання частина логічно поєднує всі попередні. За стилем вона близька до ранньої творчості Пєлєвіна, а також відсилає до радянського міліцейського роману.

## Критика
Літературний критик Галина Юзефович називає першу частину «Золотий жук» найслабшою у романі. Однак надалі це знаходить пояснення: виявляється, що це внутрішня повість, написана Кримпаєм Можайським і відцензурована генералом Капустіним.